# 刘志彪
刘志彪 （1959年—），男，江苏丹阳人，中国经济学家，南京大学商学院教授，研究领域为产业经济、区域经济和全球价值链等。出版著作数十本，发表论文数百篇。中国教育部第六批“长江学者”特聘教授，全国十二届政协委员，曾任南京大学经济学院院长，江苏省社会科学院院长，南京财经大学校长等职。